# جورجه تومیچ
جورجه تومیچ (صربی: Đorđe Tomić؛ زادهٔ ۱۱ نوامبر ۱۹۷۲) بازیکن فوتبال سابق اهل صربستان بود که در پست هافبک بازی می‌کرد.
از باشگاه‌هایی که در آن بازی کرده‌است می‌توان به باشگاه فوتبال اتلتیکو مادرید بی، باشگاه فوتبال گنگام، باشگاه فوتبال اینچئون یونایتد، باشگاه فوتبال اتلتیکو مادرید، باشگاه فوتبال رئال اویدو، و باشگاه فوتبال پارتیزان اشاره کرد.
وی همچنین در تیم ملی فوتبال صربستان و مونته‌نگرو بازی کرده‌است.